# Травнева революція
Травне́ва револю́ція (ісп. Revolución de Mayo) — серія революційних подій, які відбулися у травні 1810 року у місті Буенос-Айресі, які призвели до відставки віце-короля Ріо-де-ла-Плати (колонія Іспанії) і утворення Першої хунти. З Травневої революції розпочався процес утворення держави Аргентина, незалежність якої було офіційно проголошено 9 липня 1816 року.

## Передумови
Декларація незалежності США 1776 року показала, що американські колонії можуть вибороти незалежність. Завдяки Великій французькій революції 1789 року набули поширення ідеї демократичного правління. Лозунг «Свобода, рівність, братерство» був дуже популярний у тодішньої молоді іспанських колоній, як й інші ліберальні ідеї.
Економіка й управління віцекоролівства Ріо-де-ла-Плата на той час були монополізовані Іспанією, що значно стримувало розвиток колонії. З 1808 року Іспанія була окупована військами Наполеона, внаслідок чого керованість і стабільність у її колоніях поступово зникали. Невизначеність у метрополії спричинила несприйняття та виступи проти призначених нею віцекоролів: 1807 року було скинуто Рафаеля де Собремонте, а 1809 року — Сантьяго де Ліньєра. У червні 1809 року до Ріо-де-ла-Плати прибув новий віцекороль Бальтасар Ідальго де Сіснерос.
25 травня 1809 року революція скинула губернатора Королівської авдієнсії Чаракас (нині Болівія). 16 липня у місті Ла-Пас інший революційний рух скинув губернатора та єпископа Ла-Пасу, створивши тимчасовий парламент і проголосивши незалежність. Згодом революція була жорстоко придушена іспанськими військами.

## Революція
18 травня 1810 року у Буенос-Айресі стало відомо, що Севільську хунту скинуто, а Іспанія окупована французами. Легітимність віцекороля Бальтасара Ідальго де Сіснероса опинилася під питанням. 22 травня було проведено відкрите засідання муніципальної ради Буенос-Айреса, яка вранці 23 травня винесла рішення, згідно з яким Сіснерос мав піти у відставку та передати всі повноваження муніципалітету до створення парламенту.
24 травня Сіснероса було названо тимчасовим президентом і головнокомандувачем військ, що викликало обурення народу, яке вилилося у протести на центральній площі Буенос-Айреса та повстання армії. 25 травня було оголошено про остаточну відставку віцекороля та формування тимчасового урядового органу — Першої хунти, яка мала такий склад:
- Корнеліо Сааведра — президент
- Мануель Альберті
- Мігель де Асквенага
- Мануель Бельграно
- Хуан Хосе Кастельї
- Домінго Матьє
- Хуан Ларреа
- Хуан Хосе Пасо — секретар;
- Мар'яно Морено — секретар.

Того ж дня до провінцій було спрямовано циркуляр, у якому було прохання надіслати своїх депутатів. За винятком Кордови, всі міста, які зараз входять до складу Аргентини, підтримали Травневу революцію. Разом з депутатами від інших провінцій країни, Перша хунта 18 грудня утворила Велику хунту — парламент Об'єднаних провінцій Ріо-де-ла-Плати.
Хоча 25 травня було фактично скинуто владу Іспанії, у політичних цілях Перша хунта офіційно не проголошувала цього до 1816 року.